# Lonicera caerulea
 Lonicera caerulea  é uma espécie do gênero botânico Lonicera, da família das Caprifoliaceae
É uma planta nativa das regiões temperadas do Hemisfério Norte.
É um arbusto de folhas decíduas que cresce de 1,5 a 2 m de altura. Suas folhas são opostas, ovais, de 3 a 8 cm de comprimento com 1 a 3 cm de largura, verdes, com uma textura cerosa. As flores são de coloração amarela esbranquiçadas, com cinco lóbulos iguais. A fruta é uma baga azul de aproximadamente 1 cm de diâmetro.
Segundo alguns autores existem nove variedades consideradas como subespécies:
- Lonicera caerulea var. altaica. Norte da Ásia.
- Lonicera caerulea var. caerulea. Europa.
- Lonicera caerulea var. cauriana. Oeste da América do Norte.
- Lonicera caerulea var. dependens. Ásia Central.
- Lonicera caerulea var. edulis. Ásia oriental.
- Lonicera caerulea var. emphyllocalyx. Ásia oriental.
- Lonicera caerulea var. kamtschatica. Nordeste da Ásia.
- Lonicera caerulea var. pallasii. Norte da Ásia, nordeste da Europa.
- Lonicera caerulea var. villosa. Leste da America do Norte.

A variedade  L. c. var. edulis é cultivada geralmente pelos seus frutos comestíveis. É um fruto muuto saudável com alto teor de antioxidantes e vitamina C entre outros. Pode ser consumido cru, usado em compotas, adicionado a smoothies de fruta, refrigerado, cozinhado em bolos ou geleias.